# Medalla Sylvester
La Medalla Sylvester es una medalla de bronce que la Royal Society entrega cada tres años, premiando el esfuerzo de una investigación matemática. El primer galardonado fue Henri Poincaré en 1901. La medalla fue bautizada así en honor de James Joseph Sylvester, profesor de geometría en la Universidad de Oxford en 1880.

## Galardonados con la Medalla
- 1901 - Henri Poincaré
- 1904 - Georg Cantor
- 1907 - Wilhelm Wirtinger
- 1910 - Henry Frederick Baker
- 1913 - James Whitbread Lee Glaisher
- 1916 - Jean Gaston Darboux
- 1919 - Percy Alexander MacMahon
- 1922 - Tullio Levi-Civita
- 1925 - Alfred North Whitehead
- 1928 - William Henry Young
- 1931 - Edmund Taylor Whittaker
- 1934 - Bertrand Russell
- 1937 - Augustus Edward Hough Love
- 1940 - Godfrey Harold Hardy
- 1943 - John Edensor Littlewood
- 1946 - George Neville Watson
- 1949 - Louis Joel Mordell
- 1952 - Abram Samoilovitch Besicovitch
- 1955 - Edward Charles Titchmarsh
- 1958 - Maxwell Herman Alexander Newman
- 1961 - Philip Hall
- 1963 - Mary Lucy Cartwright
- 1966 - Harold Davenport
- 1969 - George Frederick James Temple
- 1972 - John William Scott Cassels
- 1975 - David George Kendall
- 1978 - Graham Higman
- 1981 - John Frank Adams
- 1984 - John Griggs Thompson
- 1987 - C.T.C. Wall
- 1991 - Klaus Friedrich Roth
- 1994 - Peter Whittle
- 1997 - Harold Scott MacDonald Coxeter
- 2000 - Nigel James Hitchin
- 2003 - Lennart Carleson
- 2006 - Peter Swinnerton-Dyer
- 2009 - John M. Ball
- 2010 - Graeme Segal
- 2012 - John Francis Toland
- 2014 - Ben Green
- 2016 - Timothy Gowers

- Datos: Q899402